# 포트카멘나야퉁구스카강
포트카멘나야 퉁구스카강(러시아어: Подкаменная Тунгуска, 문자 그대로 돌 아래 퉁구스카; 언어 오류(evn): Дулгу Катэнӈа, 케트어: Ӄо’ль)는 중앙 퉁구스카 또는 스토니 퉁구스카로도 알려져 있으며, 러시아 크라스노야르스크 변경주에 있는 강이다.

## 역사
1908년, 강 근처에 한 소행성이 충돌했으며, 이후 퉁구스카 폭발사건으로 알려지게 되었다.

## 수문학
강의 영양은 주로 눈(60%)에서 오고, 비와 지하수 영양은 각각 16%, 24%를 차지한다. 홍수는 5월 초부터 6월 말까지 지속되며, 하류에서는 7월 초까지 이어진다. 7월부터 10월까지는 여름 저수기가 있는데, 이는 홍수 시 5.5m까지 수위가 상승하여 방해받으며, 이러한 홍수는 연간 1회에서 4회 발생할 수 있다. 하구의 연평균 수량은 1587.18m3/s이며, 여름 홍수 시에는 35,000m3/s에 달한다. 10월 중순부터 얼음 현상이 발생하며, 7~16일간의 가을 유빙은 빙집 형성을 동반한다.
결빙기는 10월 말부터 5월 중순까지이다. 유빙은 상류에서 5~7일, 하류에서 최대 10일간 지속되며, 격렬하게 진행되고, 정체 시 수위는 29.7m 상승한다. 겨울 수분은 강 유역이 영구동토대에 위치하여 약화되며, 최저 3~15m3/s에 도달하고, 총 겨울 유출량은 연간 유출량의 11%를 차지한다.

## 대중문화
이 강은 콜 오브 듀티: 블랙 옵스 에스컬레이션 DLC 맵인 '콜 오브 더 데드'의 배경지가 되었다.

## 같이 보기
- 러시아의 강 목록